# Tuyên bố chung của Giáo hoàng Phanxicô và Thượng phụ Kirill
Tuyên bố chung của Giáo hoàng Phanxicô và Thượng phụ Kirilô đã được Giáo hoàng Phanxicô và Thượng phụ Kirilô của Moskva ký kết lần đầu tiên trong chuyến thăm lịch sử tháng 2 năm 2016 giữa Giáo hoàng Phanxicô, lãnh đạo của 
Giáo hội Công giáo La Mã, và Thượng Phụ Kirilô của Moskva, lãnh đạo của Giáo hội Chính Thống giáo Nga. Đây là lần đầu tiên các nhà lãnh đạo của hai nhà giáo hội đã gặp nhau, một thời điểm mang tính biểu tượng tiếp tục quá trình thập kỷ dài dẫn đến mối quan hệ gần gũi hơn giữa Công giáo và Chính Thống giáo hội sau sự kiện Ly giáo Đông–Tây năm 1054.
Cuộc gặp mặt và tuyên bố 30 điểm đã được các đưa tin bởi phương tiện truyền thông trên toàn thế giới, đặc biệt là ở Nga, làm nổi bật lời kêu gọi chung của hai nhà lãnh đạo giáo hội về việc chấm dứt cuộc đàn áp của các Kitô hữu tại Trung Đông và cuộc chiến tranh trong khu vực. Tuyên bố cũng bày tỏ hy vọng của họ rằng cuộc gặp mặt sẽ góp phần vào việc tái lập sự hiệp nhất Kitô giáo giữa hai giáo hội. Một loạt các vấn đề khác được đề cập trong tuyên bố, trong đó có chủ nghĩa vô thần, chủ nghĩa thế tục, chủ nghĩa tiêu thụ, người di cư và tị nạn, tầm quan trọng của gia đình, hôn nhân, và mối quan tâm liên quan đến phá thai và an tử.
Các nhà bình luận nói rằng cuộc gặp mặt mang tính tích lịch sử và biểu tượng cao, và đó là một hành động phi thường cho Đức Thánh Cha Phanxicô đạt được cuộc gặp mặt. Tuy nhiên, một số nhà phân tích cũng cảnh báo rằng cuộc gặp mặt đã được thúc đẩy ít bởi một mong muốn cho sự hiệp nhất Kitô giáo, và nhiều hơn nữa bởi chính trị chính thống nội bộ và ảnh hưởng địa chính trị của Nga.

## Bối cảnh
Ly giáo Đông-Tây xảy ra vào thời Trung Cổ mà kết quả là hai hệ phái Kitô giáo được hình thành: phương Đông (theo văn hóa Hy Lạp với trung tâm là Constantinopolis) và phương Tây (theo văn hóa Latinh với trung tâm là Rôma), sau này tương ứng là Chính thống giáo Đông phương và Công giáo Rôma. Quan hệ Đông - Tây bị chia rẽ bởi các yếu tố: thần học, chính trị và kỷ luật. Đại diện hai phái là giáo hoàng Rôma Lêôn IX và thượng phụ Constantinopolis Micae Kêrulariô liên tục có những xung khắc với nhau. Năm 1054, sứ thần Rôma gặp Kêrulariô và yêu cầu ông thần phục Giáo hội Rôma là "mẹ của giáo hội hoàn vũ" nhưng Kêrulariô đã khước từ. Cùng năm, Rôma và Constantinopolis tuyên bố rút phép thông công lẫn nhau, như thế, cuộc Đại Ly giáo chính thức bắt đầu. Năm 1965, Giáo hoàng Phaolô VI và Thượng phụ Đại kết thành Constantinopolis Athênagôra I đã gỡ bỏ vạ tuyệt thông lẫn nhau giữa hai giáo hội, đánh dấu một bước quan trọng trong tiến trình hòa giải.
Lần đầu tiên một vị Giáo hoàng đến thăm một quốc gia theo Chính thống giáo Đông phương là vào năm 1999 khi Giáo hoàng Gioan Phaolô II thăm Romania.

## Cuộc gặp mặt lịch sử
Cuộc gặp đầu tiên trong lịch sử của Thượng phụ Kirilô của Moskva và toàn Nga với Giáo hoàng Phanxicô diễn ra lúc 2h chiều (giờ địa phương) ngày 12 tháng năm 2016 tại La Habana của Cuba. Tại cuộc gặp, các vị lãnh đạo tôn giáo đã trao cho nhau những món quà tặng: Thượng phụ Kirilô của Moskva và toàn Nga tặng Giáo hoàng Phanxicô bức tranh thánh Kazan biểu tượng Đức Mẹ Thiên Chúa và cuốn sách của ông nhan đề "Tự do và Trách nhiệm" bằng tiếng Tây Ban Nha. Trong khi đó, Giáo hoàng Phanxicô đã trao tặng Thượng phụ món quà là phần thánh tích biểu tượng sức mạnh của Thánh bảo trợ Kirilô và chiếc chén lễ. Các vị lãnh đạo hai Giáo hội đặc biệt lưu tâm đến tình trạng gia tăng căng thẳng ở Ukraina, nơi cuộc đối đầu là nguyên nhân gây ra "sự đau khổ cho dân thường, đẩy xã hội rơi vào cuộc khủng hoảng kinh tế và nhân đạo sâu sắc".
Tuyên bố chung sau cuộc gặp nêu rõ: "Cái nhìn của chúng ta trước hết hướng tới những khu vực trên thế giới, nơi các Kitô hữu đang phải chịu cảnh bị bức hại. Ở nhiều nước Trung Đông và Bắc Phi, các tín đồ Thiên Chúa đang bị hủy diệt... Chúng ta đau đớn chứng kiến hàng loạt các Kitô hữu phải rời bỏ mảnh đất nơi từng bắt đầu truyền bá đức tin của chúng ta". Tuyên bố chung cũng bày tỏ quan ngại về tình trạng bạo lực khủng bố tại Syria và Iraq "đã cướp đi hàng nghìn sinh mạng, làm hàng triệu người mất nhà cửa và phương tiện sống ". Thượng phụ và Giáo hoàng kêu gọi cộng đồng quốc tế "hãy có hành động không chậm trễ để ngăn chặn cảnh đàn áp xua đuổi các Kitô hữu từ Trung Đông", cũng như đoàn kết lại "để tiêu diệt bạo lực và khủng bố".
Trong Tuyên bố chung, Thượng phụ Kirilô của Moskva và toàn Nga và Giáo hoàng Phanxicô kêu gọi các giáo hội không hỗ trợ đẩy tăng xung đột trong nước, cũng như bày tỏ sự trông đợi rằng, cảnh chia rẽ giữa các tín đồ Chính thống giáo ở Ukraine sẽ được khắc phục.
Một trong những thông điệp then chốt gửi gắm trong bản Tuyên bố đã được thông qua là bảo tồn những giá trị truyền thống ở châu Âu. Như nhận định trong văn kiện này, tiến trình hội nhập liên kết châu Âu, bắt đầu sau nhiều thế kỷ xung đột đẫm máu, đã được nhiều người tiếp nhận với niềm hy vọng như là đảm bảo của hòa bình và an ninh. Đồng thời các vị đứng đầu Giáo hội Chính thống giáo Nga và Giáo hội Công giáo Rôma cũng cảnh báo "chống lại lối hội nhập không tôn trọng bản sắc tín ngưỡng".

## Nhận định
Ông Leonid Slutsky, Chủ tịch Ủy ban Duma Quốc gia Nga về liên hệ với đồng bào kiêm lãnh đạo Quỹ Hòa bình Nga nhận xét rằng, "cuộc gặp lịch sử và thời đại" này là kết quả của "công việc lâu dài, cần mẫn và là công việc quan trọng nhất nhằm thiết lập mối liên hệ giữa Giáo hội Moscow và Tòa Thánh Vatican".